# Asplenium unisorum
Asplenium unisorum är en svartbräkenväxtart som först beskrevs av Wagner, och fick sitt nu gällande namn av Ronald Louis Leo Viane. Asplenium unisorum ingår i släktet Asplenium och familjen Aspleniaceae. Inga underarter finns listade.

## Bildgalleri

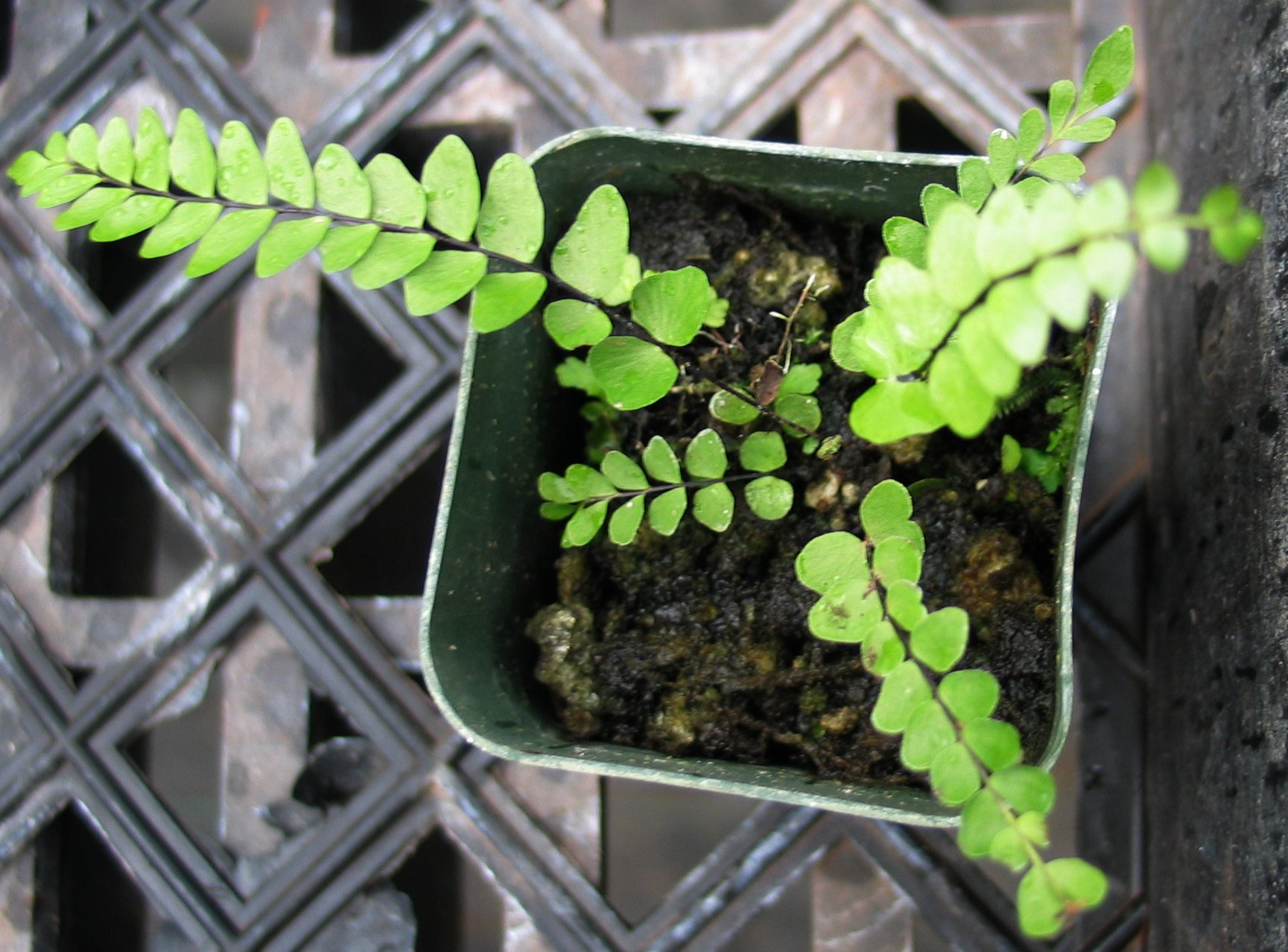